# Telefónica
Telefónica é uma empresa espanhola de telecomunicações. Operando globalmente, é uma das maiores companhias de telecomunicações fixas e móveis do mundo. Possui como marcas comerciais principais: Movistar atuante na Espanha e Hispanoamérica, O2 em toda a Europa, e Vivo no Brasil (da Telefônica Brasil). A Telefónica possui, ao total, 357 milhões de clientes; o Brasil é o país com a maior quantidade de clientes da Telefónica (que funciona sob tutela da Vivo), possuindo 95 milhões deles, espalhados entre as 5 regiões.

## História

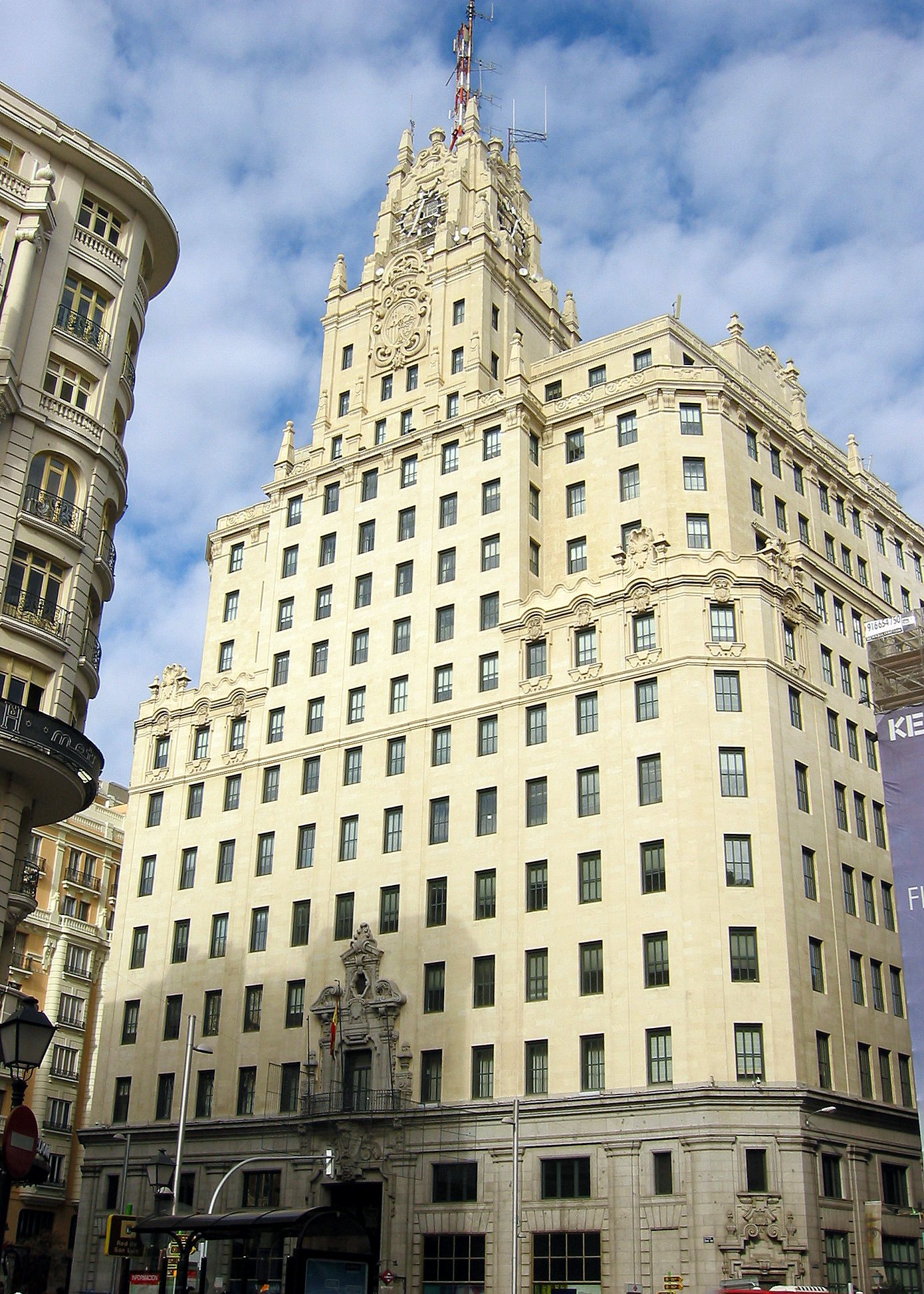
Sede social da Telefónica na Gran Vía, em Madrid, Espanha.

Criada em 19 de abril de 1924, em Madrid, com o nome "Compañía Telefónica Nacional de España" (CTNE), nome que perdurou por muitos anos.
Em 1945, o Estado espanhol, sob governo de Francisco Franco, adquiriu por lei uma participação de 79,6% na empresa. Nessa época, José Navarro-Reverter Gomis, ex-presidente do Banco Hipotecario de España, tornou-se presidente da empresa, e iria dirigir a CTNE por vinte anos. Com a chegada de Antonio Barrera de Irimo à presidência, a participação do Estado foi diluída através de um aumento de capital em 1967.  
Na década de 1990, mudou a sua denominação para Telefónica, SA e criou uma subsidiária denominada Telefónica de España, que absorveu as suas operações e atividades em Espanha. Posteriormente, adquiriu a parte da Telefónica Internacional que não possuía e fundiu-se com ela.
A privatização total da Telefónica ocorreu através de duas ofertas públicas de ações em 1995, no Governo de Felipe González,  e 1999, no Governo de José María Aznar.
Em 2004 a empresa detinha 75% do mercado de telecomunicações da Espanha e detinha o monopólio em algumas regiões.
Em janeiro de 1999, a empresa muda o nome para "Telefónica de España", nome que perdura até hoje.
Em 5 de Julho de 2007, a Comissão Europeia multou à companhia com a maior importância da história, quase 152 milhões de euros por atividades para eliminar a concorrência, segundo Neelie Kroes: "por danificar os consumidores espanhóis, as empresas espanholas, a mesma economia espanhola, também danificando a união europeia".
Em 2023, o Grupo STC da Arábia Saudita tornou-se um dos maiores acionista da Telefónica, construindo uma participação no valor de 2,1 bilhões de euros (2,23 bilhões de dólares) através de ações e instrumentos financeiros convertíveis.  
Em 2024, o Estado espanhol reingressou na sua participação acionária com o objetivo de controlar 10% da empresa, por meio da Sociedad Estatal de Participaciones Industriales (SEPI).

## Áreas de atuação

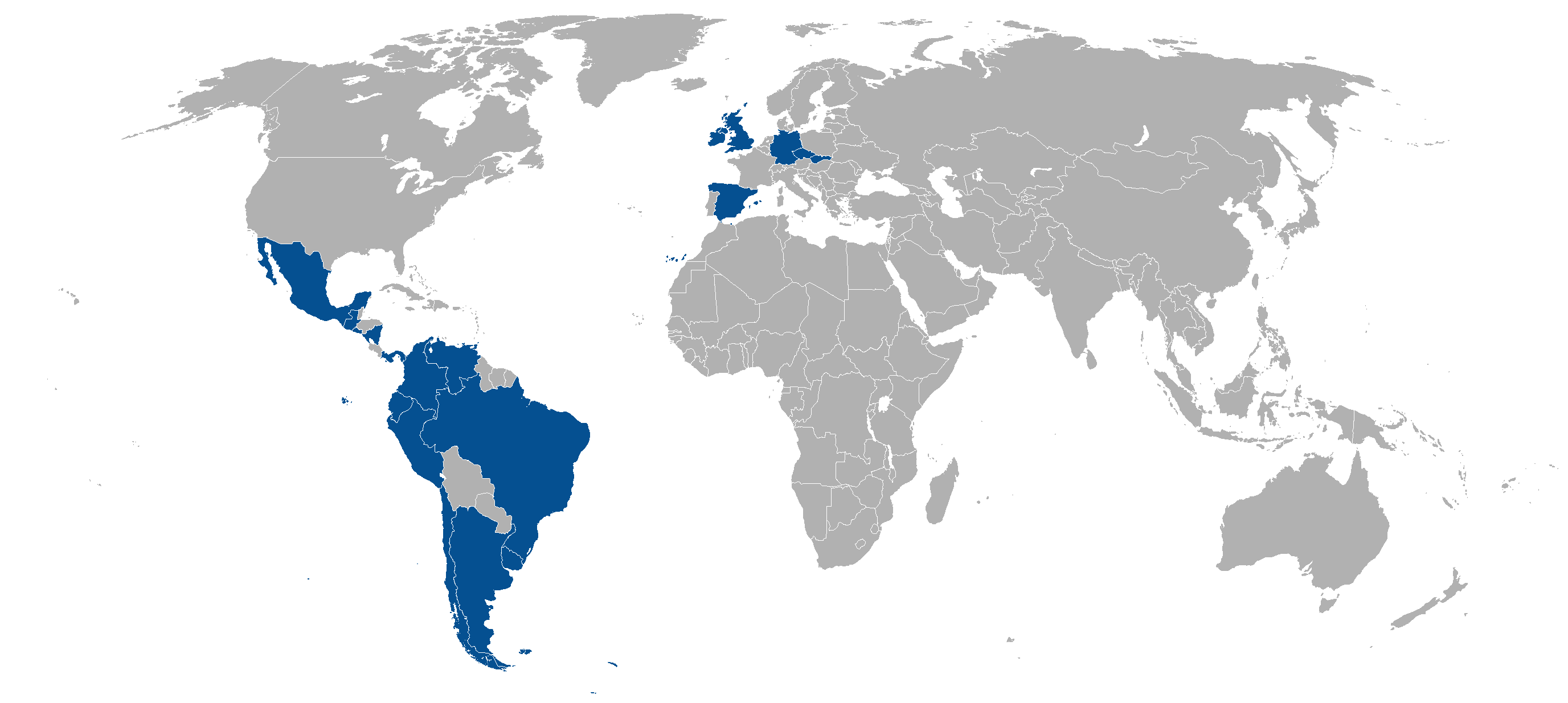
Países em que a Telefônica atua (em azul)

Desde a liberalização do mercado de telecomunicações em 1997, com a venda das ações que o governo detinha da empresa e com a privatização total da mesma, a Telefônica se espalhou e hoje tem atuação em pelo menos 50 países, dos quais, em 20 países tem uma atuação expressiva.
Até hoje o principal mercado é a Espanha, que é de onde se localiza a sede. Os outros mercados tidos como importantes e estratégicos pela empresa são: Uruguai, Argentina, Brasil, Peru, México, Chile, Colômbia, El Salvador e Guatemala.

### Espanha

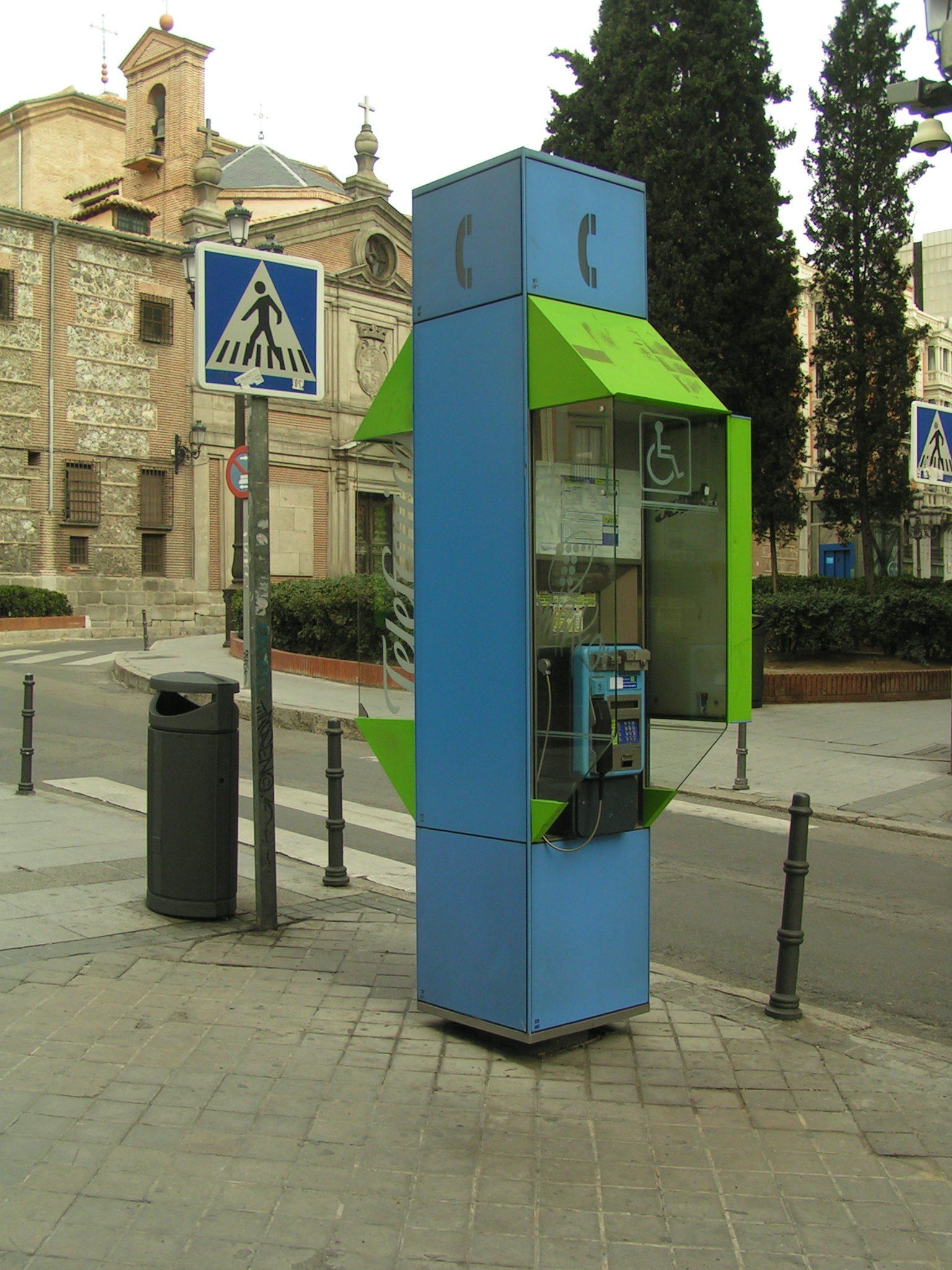
Cabine de telefone da Telefónica, em Madrid.

Telefónica é a maior empresa de telecomunicações do país, sendo proprietária Telefónica de España, a maior operadora de telefonia fixa e ADSL do país e da Telefónica Moviles, a maior operadora de telefonia móvel na Espanha, Terra Networks e Telefónica Publicidad e Información, publicadora das páginas amarelas da Espanha.

### Argentina
A empresa é dona da Telefónica de Argentina, a maior operadora de telefonia fixa do país. Provê serviços de ligações telefônicas local e de longa distância e de acesso banda larga à Internet à região sul do país e na região da grande Buenos Aires. A empresa atua no país desde 1990. O serviço de telefonia móvel é oferecido pela Telefónica Móviles, através da Movistar.

### Brasil
A empresa começou a atuar no país quando comprou a Companhia Riograndense de Telecomunicações - CRT, do Rio Grande do Sul, empresa que não fazia parte do sistema de telecomunicações brasileiro Telebrás, mas que era da competência estadual desde o governo de Leonel Brizola, em 1962, e mais tarde foi vendida pela Brasil Telecom em 2000, hoje se chama Oi. Por ocasião do programa de privatização da Telebrás, em 1998, no governo Fernando Henrique Cardoso, a empresa passou a operar na região sudeste do Brasil, tendo como principal aquisição a estatal paulista TELESP. Além da Telesp, foram adquiridas a Telefónica Celular, pertencente a Telefónica Moviles, presentes nos estados do Rio de Janeiro (Telerj Celular), Espírito Santo (Telest Celular), Sergipe (Telergipe Celular) e Bahia (Telebahia Celular) sendo resultado da privatização da Tele Sudeste Celular (Rio de Janeiro e Espírito Santo) e Tele Leste Celular (Bahia e Sergipe). Para essas negociações nas regiões sudeste e nordeste, contudo, a Agência Nacional de Telecomunicações - Anatel estabeleceu que a Telefônica deveria deixar de atuar no Rio Grande do Sul, onde os serviços de telefonia fixa eram prestados, porém foi mantida a atuação na área móvel, sob a bandeira Celular CRT, mais tarde rebatizada Telefónica Celular.
Em 2003, a Telefonica Celular no Brasil uniu-se à Portugal Telecom, através da Telesp Celular e Global Telecom (PR e SC), com o objetivo de unificar todas as empresas de telefonia móvel controladas por elas no Brasil na maior operadora de telefonia celular do Brasil: a Vivo.
Desde 2004, vem obtendo êxito com a comercialização de um de seus principais produtos no Brasil: o serviço de Internet de alta velocidade, cujo nome é Speedy.
No final de 2006, criou a VocêTV, TV por Assinatura Via Satélite em parceria com a Astralsat. Em 2012 mudou para Vivo TV e em 2014 para Vivo HDTV. Desde sua criação até hoje, conquistou 500 mil assinantes, segundo um relatório da própria empresa.

Em abril de 2007, foi obrigada a suspender a divulgação de seus planos de minutos, depois da decisão da Anatel. O Procon de São Paulo, solicitou a agência a proibição da publicidade, a fim de facilitar a compreensão dos consumidores durante a mudança no sistema de tarifação, de pulsos para minuto.

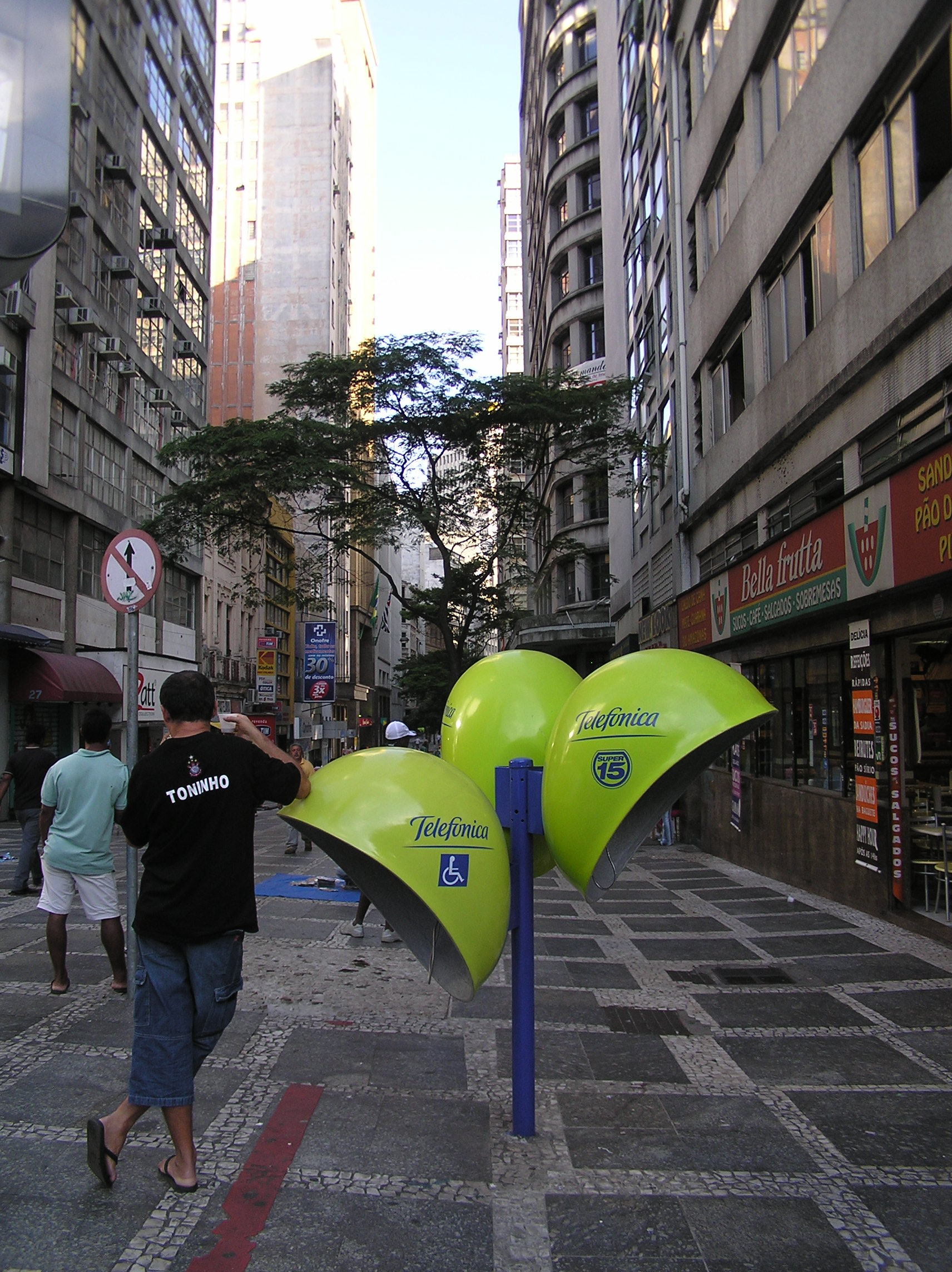
Telefone público da Telefónica em São Paulo, SP.

 Em 2012, a marca foi denominado da Telefônica Vivo, uma marca unificada para os serviços. Em 2015, a marca Telefônica Brasil voltou-se.
Em 25 de março de 2015 foi aprovada a compra da GVT pela espanhola Telefónica por US$ 9,3 bi. Em 14 de Abril 2016 foi anunciado o encerramento das atividades da GVT e a fusão com a Vivo, assim se tornando uma só empresa.

### China
A empresa detém 5% das ações da empresa China Netcom.

## Produtos
- Telefonia fixa e móvel na Espanha e América Latina.
- Acesso à Internet, discado (Internet ilimitada) e banda larga (ADSL / Fibra Óptica - Speedy).
- Provedor pago de acesso à Internet banda larga e/ou discada Terra.
- Provedor de acesso gratuito a Internet discada convencional ou permanente (ilimitada) iTelefonica.
- Serviços de Contact Center com a Atento Brasil, presente em mais de 8 países. (Telefônica vendeu a Atento para a Bain Capital em 2012)[19]
- Transmissão de dados através de filiais.
- Serviço de TV por Assinatura via Satélite e IPTV (Xtreme).

## Críticas
Segundo o Procon do estado de São Paulo, a Telefónica liderou o ranking de empresas mais reclamadas em 1998, 1999, 2000 e 2001. Liderou em 2006, 2007 e 2008 a lista das empresas com mais reclamações fundamentadas. De todas as empresas listadas pelo Procon, é a que menos respondeu reclamações de seus clientes nesse período. Em 2009, voltou a liderar a lista, com 300% a mais de reclamações que no ano anterior, sendo 37% de todas as reclamações fundamentadas feitas no Procon paulista.
Recentemente a Anatel proibiu a Telefônica de vender banda larga depois de uma série de interrupções no serviço Speedy. Segundo Plínio de Aguiar Júnior, conselheiro da Anatel, a Telefônica não tinha domínio técnico-operacional suficiente para controlar o sistema de banda larga.
No site de reclamações contra serviços e empresas Reclame Aqui, o produto Telefônica Speedy recebeu a classificação de empresa não recomendada em 2009.

## Patrocínios
Na área de tecnologia, a empresa patrocina o Campus Party Valência e Campus Party Brasil.